# ロシア・カザン戦争 (1478年)
1469年の和平締結後、年代記ではカザン・タタール人の襲撃に関する報告が8年間空白となっていた。
1478年1月にカザン・ハン国にて、モスクワ大公イヴァン3世大帝がノヴゴロド共和国の遠征に敗北し、全軍を喪失し、尚且つ負傷してモスクワに逃走したとの知らせが入った（後に虚報であるこが判明する）。機会を活かそうと、カザン軍はヴャトカへの遠征を行い、同都市を落とすことは出来なかったものの周囲を荒らし回った。また、ウスチュグまで到達しようとしたものの、マローマ川の氾濫が進軍を妨げた。数週間後にモスクワ軍の敗北が虚報であることを知ったタタール軍はヴャトカから撤退した。
タタール人の軍事行動に対する返答としてイヴァン3世は、セミョーン・イヴァノヴィチ・リャポロフスキーとヴァシーリー・フョードロヴィチ・オブラゼッツ＝セイスキーが指揮する軍勢をヴォルガ川伝いにカザンに派遣した。カマ川を行く別の部隊はハン国の東部地域を荒らし回った。カザンに到達した主力軍は周囲を荒らし回ったものの、暴風によって同都市への強襲を妨げられた。
イヴァン3世の要望によって和平が結ばれた。その内容は不明のままであり、年代記は詳しくは伝えていない。